# Giuseppe Greco (calciatore 1958)
Giuseppe Greco (Galatina, 19 marzo 1958) è un dirigente sportivo ed ex calciatore italiano, di ruolo centrocampista.

## Carriera

### Giocatore
Cresciuto nelle giovanili della squadra della sua città, il Lecce, a 15 anni viene preso dalle giovanili del Torino, a cui rimane legato anche durante i prestiti alla Turris e all'Ascoli, in cui gli viene concessa una maglia da titolare. L'ultima esperienza con la squadra marchigiana gli consente di tornare alla casa madre granata giocando per due anni in Serie A. Le 33 presenze complessive gli valgono la chiamata della Lazio, che riparte dalla Serie B dopo il primo scandalo del calcio scommesse.
Nel 1981 torna in Serie A, vestendo di nuovo la maglia bianconera dell'Ascoli. La squadra di Costantino Rozzi, che giunge anche al 6º posto nel 1982, gli dà la possibilità di giocare sempre titolare. Nel 1984 lascia la Serie A per vestire la maglia del Bologna, in Serie B.
È tuttora, con Walter Casagrande, il miglior cannoniere dell'Ascoli in Serie A: 16 reti tra il 1981-1982 ed il 1987-1988. Ha realizzato il suo primo gol in Serie A con i bianconeri contro l'Udinese, seconda giornata del campionato 1981-1982, battendo il portiere avversario Della Corna.

### Dirigente
In seguito ha iniziato a svolgere l'attività di direttore sportivo dopo aver conseguito il diploma al corso indetto dalla FIGC a Coverciano. In questo ruolo è stato dirigente del Giulianova per due stagioni, con la vittoria nel campionato di Lega Pro Seconda Divisione 2008-2009. Nel 2009-2010 ha costruito una squadra con età media pari a 20,5 anni, la più giovane tra tutte le rose professionistiche.

## Palmarès

### Club

#### Competizioni nazionali
- Campionato italiano di Serie B: 1

Ascoli: 1977-1978

#### Competizioni internazionali
- Coppa Mitropa: 1

Ascoli: 1986-1987

### Individuale
- Capocannoniere della Coppa Italia: 1

1982-1983 (9 gol)